# Principe di Galles
Principe del Galles (in gallese Tywysog Cymru, in inglese Prince of Wales) è un titolo tradizionalmente assegnato all'erede al trono del Regno Unito (precedentemente del Regno di Gran Bretagna e prima ancora del Regno d'Inghilterra), purché questi sia anche l'erede apparente.
Dal 9 settembre 2022 il Principe del Galles è William, figlio del re Carlo III.

## Ruoli e responsabilità
Il principe del Galles attualmente non ha obblighi o ruoli formali che siano stati imposti dal Parlamento o delegati dalla monarchia. Re Carlo, nel periodo in cui è stato ventunesimo detentore del titolo, si era creato i tre seguenti ruoli:
1. partecipare ai doveri reali sostenendo il monarca
2. opere caritatevoli e di beneficenza
3. promozione e protezione della nazione, delle virtù e dell'eccellenza

## Storia

Lo scudo del Principato del Galles, usato dal principe solo quando rappresenta ufficialmente il Galles.

Per quasi tutto il periodo post-romano, il Galles fu diviso in diversi piccoli stati. Prima della conquista normanna dell'Inghilterra, il governatore gallese più potente era conosciuto come re dei Britanni. Nei secoli XII e XIII questo titolo evolse in quello di principe del Galles. In latino, il nuovo titolo era "Princeps Cambriae", mentre in gallese suonava come "Tywysog Cymru". La traduzione letterale di "Tywysog" è "leader, capo" (il verbo tywys significa condurre).
Solo pochi principi hanno avuto diritto al titolo principe del Galles inteso come regnante del Principato del Galles e riconosciuto dalla Corona inglese. Nel 1218 Llywelyn il Grande si vide assegnare il titolo insieme al cognato, l'undicenne Enrico III. La carica fu ereditata dal figlio Dafydd ap Llywelyn nel 1240 e ancora dal nipote Llywelyn Ein Llyw Olaf ap Gruffydd nel 1246. Nel 1282 Llywelyn fu deposto da Edoardo I e il titolo cadde in disuso. Anche se Llywelyn ap Gruffydd era l'ultimo principe del Galles riconosciuto dalla Corona, è in realtà Owain Glyndŵr che molti considerano come l'ultimo principe. Fu proclamato principe del Galles il 16 settembre 1400, e la sua rivolta per l'indipendenza gallese fu sedata da Enrico IV solo nel 1409.
La tradizione di investire l'erede della monarchia con il titolo di principe del Galles iniziò nel 1301, quando Edoardo I, avendo completato la sua conquista del Galles, diede il titolo al suo erede, il principe Edoardo (poi Edoardo II d'Inghilterra). Secondo una famosa leggenda, il re aveva promesso ai ribelli gallesi che avrebbe nominato un "principe nato nel Galles, che non parlasse la lingua inglese", nominando poi il figlio, appunto nato da poco in Galles e non ancora in grado di parlare. In ogni caso, la storia potrebbe essere apocrifa, dato che la sua storia può essere ricostruita solo fino al XVI secolo, e inoltre a quel tempo la lingua dell'aristocrazia inglese era il francese, non l'inglese. Edoardo II è comunque nato in Galles, a Caernarfon, mentre il padre stava conducendo la sua campagna e, come tutti i bambini, non poteva allora parlare l'inglese.
Dal 1301 il principe del Galles è di solito il figlio maggiore vivente del re o della regina d'Inghilterra (poi di Gran Bretagna dal 1707 e del Regno Unito dal 1801). È importante che colui al quale viene conferito il titolo sia vivente. A seguito della morte del principe Arturo, il re Enrico VII investì il secondo figlio, il futuro Enrico VIII con il titolo, anche se solo dopo che fu chiaro che la moglie di Arturo, Caterina d'Aragona, non era incinta. Il titolo non è automatico; decade quando il principe diventa sovrano o alla sua morte, lasciando libero il sovrano di riassegnarlo a un altro candidato qualificato.
Il principato del Galles, attualmente, è sempre conferito insieme al titolo di conte di Chester. La convenzione è iniziata nel 1399, anche se tutti i principi del Galles precedenti avevano comunque ricevuto la carica di conte, ma separatamente da quella di principe. Infatti, prima del 1272, veniva creato di volta in volta un conte di Chester ereditario ma non necessariamente reale. La carica fu ricreata, unendola a quella della Corona nel 1307 e ancora nel 1327. La sua creazione è stata da allora associata a quella di principe del Galles.

## Insegne araldiche

"Le piume del principe di Galles" sono la più comune insegna del principe. Il motto in tedesco "Ich dien" significa "Io servo".

Come erede del sovrano regnante, il principe del Galles porta lo stemma del Regno Unito modificato da un lambello d'argento con un numero appropriato di pendenti. Normalmente i pendenti sono tre, come per ogni figlio maggiore, ma potrebbe averne cinque nel caso in cui il principe del Galles fosse il nipote del sovrano, come nel caso di Giorgio II e il futuro Giorgio III.
L'impresa araldica raffigura tre piume di struzzo, che si trovano anche sulla moneta britannica da due pence; risale a Edoardo il Principe Nero, e gli apparteneva anche precedentemente alla sua nomina come principe del Galles.
Lo stemma specifico del principato è portato dal principe solo quando rappresenta ufficialmente il Galles. Lo scudo è coronato dalla corona di erede al trono.
In aggiunta a questi simboli utilizzati frequentemente, ha uno speciale stendardo utilizzato per il Galles.

## Altri titoli e investitura
Il principato del Galles e la contea di Chester devono essere creati, e non sono automaticamente acquisiti come i ducati di Cornovaglia e di Rothesay, che sono titoli del legittimo erede in Inghilterra e Scozia rispettivamente. Parimenti, i titoli devono essere ricreati se la morte del principe precede quella del re. Ad esempio, quando il principe Federico morì prima di Giorgio II, il figlio più vecchio, il principe Giorgio (futuro Giorgio III) fu creato principe del Galles.
I principi del Galles possono essere investiti, ma l'investitura non è necessaria per essere creati principe del Galles. La maggior parte delle investiture dei principi venivano tenute davanti al Parlamento, ma nel 1911 il futuro Edoardo VIII fu investito al castello di Caernarfon, nel Galles, dove è stato investito anche Carlo III nel 1969. Durante la lettura delle lettere patenti che creano il principe, sono consegnati al principe gli Onori del Principato del Galles. La corona dell'erede ha quattro croci alternate da quattro fiordalisi, sormontati da un unico arco (mentre la corona del sovrano ha due archi). Nelle insegne si trova anche una verga rossa; le verghe dorate erano utilizzate nelle investiture dei duchi, ma oggi si trovano solo in quella del principe del Galles. Parte delle insegne è anche l'anello, la spada e il mantello.

## "Legittimo erede" ed "Erede presunto"
Il titolo di principe del Galles era assegnato solo al legittimo erede (detto anche erede apparente) che è la persona che non può essere spodestata dal primo posto nella linea di successione al trono da ogni altra futura nascita. Questo è il figlio maggiore del monarca o, se questo muore, è il suo figlio maggiore e così via; se il figlio del sovrano muore senza figli, si passa al secondogenito del monarca, ecc. Le figlie del sovrano possono essere sorpassate in linea di successione da parenti maschi anche più giovani, e non sono "eredi apparenti" ma "eredi presunte". La nuova legge dello stato britannico, "The Succession to the Crown Act" del 2013, ha modificato la linea di successione al trono, abolendo la legge salica: erediterà il trono il primogenito, anche se femmina.

## Principi del Galles indipendente

### Aberffraw
| Stemma | Immagine | Nome                             | Nascita        | Principe del Galles dal                                                              | Principe del Galles fino al                                              | Morte                                                                    | Note | Moglie                                        |
| ------ | -------- | -------------------------------- | -------------- | ------------------------------------------------------------------------------------ | ------------------------------------------------------------------------ | ------------------------------------------------------------------------ | --- | --------------------------------------------- |
|        |          | Owain I Gwynedd                  | c.1100         | 1157                                                                                 | 23/28 novembre 1170                                                      | 23/28 novembre 1170                                                      | Già Re del Galles, giurò fedeltà al Re d'Inghilterra. Re del Gwynedd come Owain I.                                                                | Gwaldus ferch Llywarch Cristina ferch Goronwy |
|        |          | Rhys ap Gruffydd Lord Rhys       | c.1132         | 1170                                                                                 | 28 aprile 1197                                                           | 28 aprile 1197                                                           | Figlio di Gwenllian, sorella di Owain Gwynedd. Re del Deheubarth come Rhys III.                                                                   | Gwenllian ferch Madog                         |
|        |          | Llywelyn I il Grande             | c.1173         | 1218                                                                                 | 11 aprile 1240                                                           | 11 aprile 1240                                                           | Figlio di Iorwerth ap Owain, figlio di Owain I. Re del Gwynedd come Llywelyn II.                                                                  | Giovanna del Galles                           |
|        |          | Dafydd I                         | c. 1208        | 11 aprile 1240                                                                       | 25 febbraio 1246                                                         | 25 febbraio 1246                                                         | Figlio secondogenito di Llywelyn I. Re del Gwynedd come Dafydd II.                                                                                | Isabella de Braose                            |
|        |          | Llywelyn II l'Ultimo             | c.1223         | 25 febbraio 1246                                                                     | 11 dicembre 1282 ucciso in battaglia                                     | 11 dicembre 1282 ucciso in battaglia                                     | Figlio di Gruffydd ap Llywelyn, figlio illegittimo di Llywelyn I. Re del Gwynedd come Llywelyn III.                                               | Eleonora di Montfort                          |
|        |          | Dafydd II                        | 11 luglio 1238 | 11 dicembre 1282                                                                     | 3 ottobre 1283 giustiziato a Shrewsbury Galles conquistato dagli inglesi | 3 ottobre 1283 giustiziato a Shrewsbury Galles conquistato dagli inglesi | Fratello di Llywelyn II. Re del Gwynedd come Dafydd III.                                                                                          | Elizabeth Ferrers                             |
|        |          | Madoc                            | ?              | 1294 autoproclamatosi Principe di Galles guidò una rivolta contro il dominio inglese | 1295                                                                     | 1312                                                                     | Lontano cugino di Llywelyn II e Dafydd II. Anche Re del Gwynedd                                                                                   | ?                                             |
|        |          | Owain III (pretendente al trono) | 1330 ca.       | 1372                                                                                 | luglio 1378                                                              | luglio 1378                                                              | Nipote di Rhodri ap Gruffydd, fratello di Llywellyn II e Dafydd II. Anche Pretendente al trono del Gwynedd come Owain III e signore di Tatsfield. |                                               |

### Mathrafal
| Stemma | Immagine | Nome             | Nascita | Principe del Galles dal | Principe del Galles fino al | Morte  | Note                                     | Moglie          |
| ------ | -------- | ---------------- | ------- | ----------------------- | --------------------------- | ------ | ---------------------------------------- | --------------- |
|        |          | Owain IV Glŷndwr | 1359    | 16 settembre 1400       | c.1416                      | c.1416 | Anche Signore di Glyndyfrdwy e Cynllaoth | Margaret Hanmer |

## Eredi al trono inglese e britannico

### Plantageneti
| Immagine | Nome                                   | Erede di    | Nascita        | Principe del Galles dal | Principe del Galles fino al           | Morte             | Altri titoli                          | Nome di regno | Principessa del Galles |
| -------- | -------------------------------------- | ----------- | -------------- | ----------------------- | ------------------------------------- | ----------------- | ------------------------------------- | ------------- | ---------------------- |
|          | Edoardo di Caernarfon                  | Edoardo I   | 25 aprile 1284 | 1º febbraio 1301        | 7 luglio 1307 Salito al trono inglese | 21 settembre 1327 | Conte di Ponthieu, conte di Chester   | Edoardo II    | –                      |
|          | Edoardo di Woodstock, il Principe Nero | Edoardo III | 15 giugno 1330 | 12 maggio 1343          | 8 giugno 1376                         | 8 giugno 1376     | Conte di Chester, duca di Cornovaglia | –             | Giovanna di Kent       |
|          | Riccardo di Bordeaux                   | Edoardo III | 6 gennaio 1367 | 20 novembre 1376        | 22 giugno 1377 Divenuto Re            | 14 febbraio 1400  | Duca di Cornovaglia, conte di Chester | Riccardo II   | –                      |

### Plantageneti - Lancaster
| Immagine | Nome                          | Erede di  | Nascita           | Principe del Galles dal | Principe del Galles fino al | Morte            | Altri titoli                                             | Nome di regno | Principessa del Galles |
| -------- | ----------------------------- | --------- | ----------------- | ----------------------- | --------------------------- | ---------------- | -------------------------------------------------------- | ------------- | ---------------------- |
|          | Enrico di Monmouth            | Enrico IV | 16 settembre 1387 | 15 ottobre 1399         | 21 marzo 1413 Divenuto Re   | 31 agosto 1422   | Duca di Lancaster, Duca di Cornovaglia, conte di Chester | Enrico V      | –                      |
|          | Edoardo di Westminster        | Enrico VI | 13 ottobre 1453   | 15 marzo 1454           | 4 maggio 1471               | 4 maggio 1471    | Duca di Cornovaglia, conte di Chester                    | –             | Anna Neville           |
|          | Riccardo di York (contestato) | Enrico VI | 21 settembre 1411 | 25 ottobre 1460         | 31 ottobre 1460             | 30 dicembre 1460 | Duca di York, duca di Cornovaglia, conte di Chester      | –             | Cecily Neville         |

### Plantageneti - York
| Immagine | Nome                 | Erede di     | Nascita         | Principe del Galles dal | Principe del Galles fino al | Morte         | Altri titoli                                              | Nome di regno | Principessa del Galles |
| -------- | -------------------- | ------------ | --------------- | ----------------------- | --------------------------- | ------------- | --------------------------------------------------------- | ------------- | ---------------------- |
|          | Edoardo di York      | Edoardo IV   | 4 novembre 1470 | 26 giugno 1471          | 9 aprile 1483 Divenuto Re   | 1483?         | Duca di Cornovaglia, conte di Chester                     | Edoardo V     | –                      |
|          | Edoardo di Middleham | Riccardo III | 1473            | 24 agosto 1483          | 9 aprile 1484               | 9 aprile 1484 | Duca di Cornovaglia, conte di Chester, conte di Salisbury | –             | –                      |

### Tudor
| Immagine | Nome    | Erede di    | Nascita           | Principe del Galles dal | Principe del Galles fino al | Morte           | Altri titoli                          | Nome di regno | Principessa del Galles |
| -------- | ------- | ----------- | ----------------- | ----------------------- | --------------------------- | --------------- | ------------------------------------- | ------------- | ---------------------- |
|          | Arturo  | Enrico VII  | 20 settembre 1486 | 29 novembre 1489        | 2 aprile 1502               | 2 aprile 1502   | Duca di Cornovaglia, conte di Chester | –             | Caterina d'Aragona     |
|          | Enrico  | Enrico VII  | 28 giugno 1491    | 18 febbraio 1504        | 22 aprile 1509 Divenuto re  | 28 gennaio 1547 | Duca di Cornovaglia, conte di Chester | Enrico VIII   | –                      |
|          | Edoardo | Enrico VIII | 12 ottobre 1537   | ottobre 1537            | 28 gennaio 1547 Divenuto re | 6 luglio 1553   | Duca di Cornovaglia, conte di Chester | Edoardo VI    | –                      |

### Stuart
| Immagine | Nome                      | Erede di   | Nascita          | Principe del Galles dal | Principe del Galles fino al                | Morte           | Altri titoli                                                             | Nome di regno | Principessa del Galles |
| -------- | ------------------------- | ---------- | ---------------- | ----------------------- | ------------------------------------------ | --------------- | ------------------------------------------------------------------------ | ------------- | ---------------------- |
|          | Enrico Federico           | Giacomo I  | 19 febbraio 1594 | 4 giugno 1610           | 6 novembre 1612                            | 6 novembre 1612 | Duca di Cornovaglia, conte di Chester, duca di Rothesay, duca di Carrick | –             | –                      |
|          | Carlo                     | Giacomo I  | 19 novembre 1600 | 4 novembre 1616         | 27 marzo 1625 Divenuto Re                  | 30 gennaio 1649 | Duca di Cornovaglia, conte di Chester, duca di Rothesay, duca di Carrick | Carlo I       | –                      |
|          | Carlo                     | Carlo I    | 29 maggio 1630   | dichiarato 1638-1641    | 30 gennaio 1649 Divenuto Re/Titolo abolito | 6 febbraio 1685 | Duca di Cornovaglia, conte di Chester, duca di Rothesay, duca di Carrick | Carlo II      | –                      |
|          | Giacomo Francesco Edoardo | Giacomo II | 10 giugno 1688   | c. 4 luglio 1688        | 11 dicembre 1688 Padre deposto             | 1º gennaio 1766 | Duca di Cornovaglia, conte di Chester, duca di Rothesay, duca di Carrick | –             | –                      |

### Hannover
| Immagine | Nome                     | Erede di    | Nascita          | Principe del Galles dal | Principe del Galles fino al | Morte           | Altri titoli                                                                                | Nome di regno | Principessa del Galles              |
| -------- | ------------------------ | ----------- | ---------------- | ----------------------- | --------------------------- | --------------- | ------------------------------------------------------------------------------------------- | ------------- | ----------------------------------- |
|          | Giorgio Augusto          | Giorgio I   | 10 novembre 1683 | 27 settembre 1714       | 11 giugno 1727 Divenuto Re  | 25 ottobre 1760 | Duca di Cornovaglia, conte di Chester, duca di Rothesay, duca di Carrick                    | Giorgio II    | Carolina di Brandeburgo-Ansbach     |
|          | Federico Luigi           | Giorgio II  | 1º febbraio 1707 | 8 gennaio 1729          | 31 marzo 1751               | 31 marzo 1751   | Duca di Edimburgo, Duca di Cornovaglia, conte di Chester, duca di Rothesay, duca di Carrick | –             | Augusta di Sassonia-Gotha-Altenburg |
|          | Giorgio Guglielmo        | Giorgio II  | 4 giugno 1738    | 20 aprile 1751          | 25 ottobre 1760 Divenuto Re | 29 gennaio 1820 | Duca di Edimburgo, conte di Chester                                                         | Giorgio III   | –                                   |
|          | Giorgio Augusto Federico | Giorgio III | 12 agosto 1762   | 19 agosto 1762          | 29 gennaio 1820 Divenuto Re | 26 giugno 1830  | Duca di Cornovaglia, conte di Chester, duca di Rothesay, duca di Carrick                    | Giorgio IV    | Carolina di Brunswick-Wolfenbüttel  |
|          | Alberto Edoardo          | Vittoria    | 9 novembre 1841  | 8 dicembre 1841         | 22 gennaio 1901 Divenuto Re | 6 maggio 1910   | Duca di Cornovaglia, conte di Chester, duca di Rothesay, duca di Dublino, duca di Carrick   | Edoardo VII   | Alessandra di Danimarca             |

### Casato di Sassonia-Coburgo-Gotha|Sassonia-Coburgo-Gotha
| Immagine | Nome             | Erede di    | Nascita        | Principe del Galles dal | Principe del Galles fino al                 | Morte           | Altri titoli                                                                           | Nome di regno | Principessa del Galles |
| -------- | ---------------- | ----------- | -------------- | ----------------------- | ------------------------------------------- | --------------- | -------------------------------------------------------------------------------------- | ------------- | ---------------------- |
|          | Giorgio Federico | Edoardo VII | 3 giugno 1865  | 9 novembre 1901         | 6 maggio 1910 Divenuto Re                   | 20 gennaio 1936 | Duca di Cornovaglia, conte di Chester, duca di Rothesay, duca di York, duca di Carrick | Giorgio V     | Maria di Teck          |
|          | Edoardo Alberto  | Giorgio V   | 23 giugno 1894 | 23 giugno 1910          | 17 luglio 1917 Cambio di nome alla dinastia | 28 maggio 1972  | Duca di Cornovaglia, duca di Rothesay, conte di Chester, conte di Carrick              | Edoardo VIII  | –                      |

### Windsor
| Immagine | Nome            | Erede di      | Nascita          | Principe del Galles dal | Principe del Galles fino al  | Morte          | Altri titoli                                                               | Nome di regno | Principessa del Galles                                           |
| -------- | --------------- | ------------- | ---------------- | ----------------------- | ---------------------------- | -------------- | -------------------------------------------------------------------------- | ------------- | ---------------------------------------------------------------- |
|          | Edoardo Alberto | Giorgio V     | 23 giugno 1894   | 23 giugno 1910          | 20 gennaio 1936 Divenuto Re  | 28 maggio 1972 | Duca di Cornovaglia, duca di Rothesay, conte di Chester, conte di Carrick  | Edoardo VIII  | –                                                                |
|          | Carlo           | Elisabetta II | 14 novembre 1948 | 26 luglio 1958          | 8 settembre 2022 Divenuto Re | vivente        | Duca di Cornovaglia, duca di Rothesay, conte di Chester                    | Carlo III     | Diana Spencer (1981 - 1996) Camilla Shand (de iure, 2005 - 2022) |
|          | William         | Carlo III     | 21 giugno 1982   | 9 settembre 2022        | in carica                    | vivente        | Duca di Cornovaglia, duca di Rothesay, duca di Cambridge, conte di Chester | —             | Catherine Middleton                                              |